# Oryzoborus crassirostris
Oryzoborus crassirostris là một loài chim trong họ Thraupidae.